# Tyler Morgan
Pour les articles homonymes, voir Morgan.
Pas d'image ? Cliquez ici

a Compétitions nationales et continentales officielles uniquement.

b Matchs officiels uniquement.
Dernière mise à jour le 6 juillet 2023.
Tyler Morgan, né le 11 septembre 1995 à Newport (pays de Galles), est un joueur international gallois de rugby à XV évoluant au poste de centre au sein du Biarritz olympique.

## Carrière

### Club
Après avoir évolué en juniors dans le club de Newport RFC, il signe en 2013 un premier contrat professionnel pour la franchise de la même ville, les Newport Gwent Dragons, et joue dans le Pro12, championnat rassemblant les franchises galloises, irlandaises, écossaises et italiennes. Ce contrat est un double contrat puisqu'il le lie également à la Fédération du pays de Galles de rugby à XV.
En 2022, il s'engage pour une saison au Biarritz olympique. À l'issue de sa première saison en France, il prolonge son contrat de deux ans, puis d'une année supplémentaire en septembre 2024.

### Sélection nationale
En 2014, il joue 8 matches pour l'équipe du pays de Galles des moins de 20 ans et inscrit 10 points (2 essais).
L'année suivante, il est appelé pour intégrer le groupe de l'équipe première destinée à disputer le Tournoi des Six Nations 2015.
Il obtient sa première sélection le 8 août 2015 face à l'Irlande à l'occasion d'un match de préparation pour la coupe du monde 2015. Non conservé dans la liste initiale des 31 joueurs, il est rappelé par le premier match face à l'Uruguay pour pallier le forfait de Cory Allen, blessé lors du match où il inscrit trois essais.

## Statistiques

### Sélection nationale
Au 6 juillet 2023, Tyler Morgan compte cinq sélections en équipe du pays de Galles.
Il participe à une édition de la Coupe du monde, en 2015 où rappelé après des blessures, il joue deux rencontres, face aux Fidji et l'Afrique du Sud en quarts de finale.
Auparavant, il obtient huit sélections avec les moins de 20 ans, inscrivant dix points.